# Джордж Браун (офіцер)
Генерал сер Джордж Браун, GCB, KH, PC (Ірландія) (3 липня 1790 — 27 серпня 1865) — британський офіцер, відомий командуваннями під час Піренейської війни та Кримської війни.

## Раннє життя
Браун народився сином Джорджа Брауна, прокурора Елгіна, в Лінквуді, біля Елгіна, Шотландія, і навчався в Елгіні.

## Військова кар'єра
У 1806 році він отримав призначення до 43-го (Монмутширського) піхотного полку (легка піхота) (пізніше 1-й батальйон, Оксфордширський і Бакінгемширський легкий піхотний полк), а через кілька місяців його підвищили до лейтенанта. Вперше він брав участь у бойових діях на Середземному морі та в Копенгагені в 1806 та 1807 роках відповідно. 43-й полк був одним із перших, хто прибув до Іспанії, коли спалахнула Піренейська війна, і Браун був зі своїм полком у Вімейру та під час відступу до Корунья. Пізніше, у 1809 році, була сформована знаменита Легка дивізія, і разом із Крейфордом він брав участь у всіх бойових діях 1810–1811 років, отримавши серйозне поранення під Талаверою; потім його підвищили до капітана, і він навчався у Штабному коледжі в Грейт-Марлоу, доки (наприкінці 1812 року) не повернувся на Піренейський півострів капітаном 85-го полку. У складі цього полку він служив під командуванням генерал-майора лорда Ейлмера під час битв за Нівель (Нор) і Нів, його поведінка принесла йому звання майора.
Наступним призначенням 85-го полку була служба під керівництвом генерала Роберта Росса в Америці, і Браун, який отримав серйозне поранення під час битві під Блейденсбург (Меріленд), був підвищений до підполковника. У двадцять п'ять років, маючи блискучий військовий послужний список, він отримав призначення до Королівської кінної гвардії і залишався в Лондоні понад двадцять п'ять років на різних штабних посадах. У 1831 році його було призначено полковником і лицарем Королівського Гвельфського ордена, а до 1852 року він дослужився до звання генерал-лейтенанта і звання кавалера-командора Ордені Лазні. У 1850 році він був призначений генерал-ад'ютантом збройних сил,але після призначення лорда Гардінджа на посаду головнокомандувача Браун залишив кінну гвардію в 1853 році.

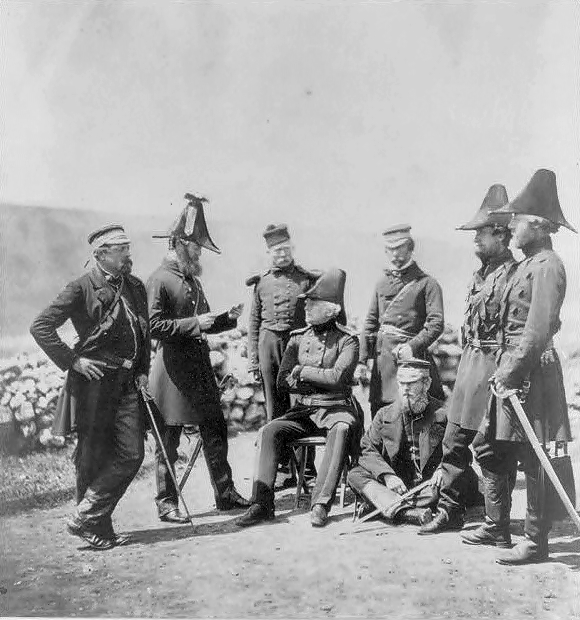
Генерал Браун і його штаб в Криму.

У 1854 році, після відправлення британських військ на Схід, сер Джордж Браун був призначений командувачем Легкої дивізії. Він керував нею в бою та керував у таборі за принципами Піренейської війни, і, зберігаючи найсуворішу дисципліну до такого ступеня, що викликало критику, він зробив себе улюбленим серед своїх людей. Під Альмою під ним було вбито коня. Під Інкерманом він був поранений, ведучи французьких зуавів у бій. Наступного року, коли було вирішено провести експедицію проти Керчі та російських комунікацій, Браун командував британським контингентом. Він був відправлений додому через хворобу в день смерті лорда Раглана (29 червня 1855 року). Пізніше його було підвищено до генерала, заднім числом до 7 вересня 1855 року. З березня 1860 року по березень 1865 року він був призначений головнокомандувачем в Ірландії і був полковником-комендантом 2-го батальйону стрілецької бригади з 1855 по 1863 рік.
Нагороди включали CB у 1838 році, KCB у 1852 році, GCB у 1855 році та лицаря Королівського Гвельфського ордена (KH).
Він помер у своєму рідному місті Лінквуд у 1865 році.

## Почесні призначення
- Полковник 77-го (Східного Міддлсекського) піхотного полку (1851–1854)
- Полковник 7-го (Дербіширського) піхотного полку (1854–1855)
- Полковник 32-го (Корнуольського) піхотного полку (легка піхота)